# Alhambra (bier)
Alhambra is een Spaans bier dat gebrouwen wordt door de Grupo Mahou-San Miguel. Het merk bestaat sinds 1925 en werd gebrouwen door een gelijknamige brouwerij in Granada. Deze brouwerij is in 2007 overgenomen door de Grupo Mahou-San Miguel, de grootste brouwer van Spanje.

## Varianten
- Alhambra Premium Lager: het vlaggeschipmerk van de brouwerij is een blond bier met een lichte bitter-droge smaak en een consistente schuimkraag. Het heeft een stamwortgehalte van 10,8 °P, een alcoholpercentage van 4,6% en wordt het best gedronken op een temperatuur van 4-6 °C.
- Alhambra Reserva 1925: een speciaalbier dat ambachtelijk bereid wordt en bestemd is voor de liefhebber en kenner, met een goud-gele kleur en een volle smaak. Het heeft een aanzet van bittere sinaasappel en een caramelachtige afdronk. Dit bier heeft een stamwortgehalte van 15 °P, een alcoholpercentage van 6,4% en smaakt het best bij een temperatuur tussen 4 en 6 °C.
- Alhambra Especial: een lager met een gouden kleur met een stevige smaak maar zacht in de mond. Het heeft een stevige en bittere aanzet met een duidelijke hop- en moutsmaak, die overgaat in een frisse hopsmaak die in de mond blijft en niet afzakt in de keel. Het heeft een stamwortgehalte van 13 °P, een alcoholpercentage van 5,4% en wordt eveneens het best genuttigd bij een temperatuur van 4-6 °C.
- Alhambra Negra: een schwarzbier dat speciaal ontwikkeld is voor het Mediterraanse klimaat, met een roodachtige kleur, en een veelvoud aan aroma's, die gaan van zoethout tot koffie, met een caramelachtige afdronk. Dit bier heeft een stamwortgehalte van 13 °P, een alcoholpercentage van 5,4% en wordt het best opgediend met een temperatuur van 6-8%.
- Alhambra Sin: een blond, alcoholvrij bier, met een lichte, fruitige smaak. Dit bier heeft een stamwortgehalte van 5,2%, een alcoholpercentage van lager dan 1% en wordt het beste gedronken op een temperatuur van 4-6 °C.
- Shandy de Alhambra: een shandy met citroensmaak gemaakt van Alhambra Premium Lager. Dit drankje wordt eveneens het beste opgediend tussen 4 en 6 °C.